# 4669 Høder
4669 Høder eller 1987 UF1 är en asteroid i huvudbältet som upptäcktes den 27 oktober 1987 av den danska astronomen Poul Jensen vid Brorfelde-observatoriet. Den är uppkallad efter den fornnordiska guden Höder.
Asteroiden har en diameter på ungefär 4 kilometer och den tillhör asteroidgruppen Flora.